# Johan Hedemann

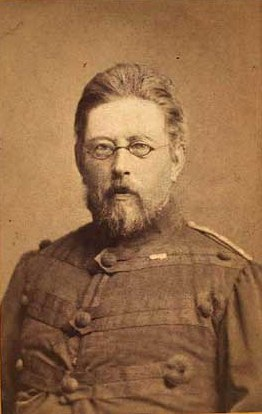
Johan Hedemann

Johan Christopher Georg Hedemann (* 29. Dezember 1825 in Kopenhagen; † 28. Februar 1901 ebenda) war ein dänischer Offizier, zuletzt charakterisierter Generalmajor der dänischen Armee sowie Eisenbahningenieur.

## Leben
Hedemann war der Sohn des dänischen Generalleutnants Hans Hedemann (1792–1859). Sein Bruder Marius Hedemann (1836–1903) war ebenfalls General in der dänischen Armee. Er trat 1837 in das dänische Kadettenkorps ein. 1842 wurde er Leutnant à la suite bei der Jägertruppe und gleichzeitig Schüler des Militärgymnasiums, dessen Ingenieurfakultät er im März 1848 als Oberleutnant abschloss. Er nahm an den Kämpfen der Schleswig-Holsteinischen Erhebung teil und kämpfte unter dem Kommando seines Vaters unter anderem bei Nübel am 28. Mai und Düppel am 5. Juni 1848. 1850 wurde er Stabshauptmann und 1853 zum Hauptmann befördert.
Gleichzeitig mit seinem Dienst im Ingenieurkorps, u. a. bei der Straßenverwaltung, begann er seine Tätigkeit bei der Eisenbahnverwaltung ab 1856 durch die Mitwirkung beim Entwurf von Strecken in Jütland und Fünen und war von 1862 bis zum Krieg von 1864, in dem er als Offizier bei den Brückenbaupionieren eingesetzt war, Chefingenieur beim Bau der Nordseeland- und der Klampenborg-Linie.
1868 nahm er seinen Abschied vom Militär und war bis 1882 Chefingenieur beim Bau der Strecken von Roskilde nach Masnedsund und Kalundborg, Orehoved-Nykøbing und Frederikssund sowie der zweigleisigen Anlagen in Roskilde und Hellerup-Klampenborg. Anschließend wurde er technischer Berater der Geschäftsführung der Seeländischen Staatsbahnen und Chefingenieur für größere Erweiterungen und den Bau von Bahnhöfen dieser Gesellschaft. 1885 wurde er technischer Leiter bei den Privatbahnen auf Seeland, Falster und Lolland sowie Vorstandsmitglied der Gribskov-Linie. Ab 1890 wurde er deren Vorsitzender. 1886 war er Mitglied der Kommission zur Neuordnung der Eisenbahnverhältnisse in Kopenhagen, nachdem er bereits 1879/80 an den Plänen zur Verlegung des Kopenhagener Hauptbahnhofs südlich von Vesterbrogade und zum Bau eines großen Ostbahnhofs mitgearbeitet hatte. 1889 wurde er technischer Leiter bei den Privatbahnen auf Fünen. 1893 wurde er als Oberingenieur entlassen, war aber weiterhin in Kommissionen und Gremien tätig. Obwohl nicht mehr Angehöriger der Armee, erhielt er 1877 noch die Charakterisierung eines Obersten und 1895 die eines Generalmajors. Hedemann starb 1901 in Kopenhagen, er wurde auf dem Garnisonsfriedhof beigesetzt.

## Auszeichnung
1875 wurde Hedemann zum Kommandeur 2. Grades des Dannebrogordens ernannt.